# 俄羅斯聯邦安全局
俄羅斯聯邦安全局（羅馬化：Federal'naya sluzhba bezopasnosti Rossiyskoy Federatsii），縮寫為（轉寫：FSB），是俄羅斯負責國內事務的情報機構，為前蘇聯時期克格勃的繼承組織，目前總部位於莫斯科卢比扬卡广场。

## 概述
聯邦安全局最主要負責俄羅斯國內事務，而負責國外的諜報工作則為俄羅斯對外情報局，然而，联邦安全局內部含有一個政府單位FAPSI，專門進行國外的電子監控，也就是說，联邦安全局可以自行調整行動內容。例如联邦安全局可以透過總統直接下令，進行全世界的反恐怖軍事行動，而且在需要的時候，联邦安全局也可以公佈法律實施或是與其他俄國情報單位合作，像是在車臣共和國內，联邦安全局就曾與俄羅斯內政部底下的GRU、內部小組、俄羅斯特種部隊合作。
联邦安全局必須為俄羅斯內部事務負責，例如反情報、與黑社會、恐怖份子或毒梟對抗。
联邦安全局是一個相當龐大的組織，論功能或影響力與美國聯邦調查局、聯邦保護局、特勤局、國土安全部、海岸防衛隊相似。联邦安全局可以指揮國內軍隊、俄羅斯特種部隊的分遣隊或是大規模的市民情報網。联邦安全局的人事預算則是國家機密，有報導指出2006年時預算就佔了全部的40%左右。

## 歷史

### 克格勃之後
自1991年蘇聯解體之後，克格勃於年底也正式解體。1992年1月24日，俄羅斯總統葉利欽簽署命令，在原克格勃基礎上成立安全部；1993年12月21日，安全部改組為聯邦反間諜局。於1995年4月3日，葉利欽簽署《俄羅斯聯邦安全機構法》，宣佈將會重編為俄羅斯聯邦安全局，宣示將會打造出更強的情報機構。
联邦安全局於1995年6月23日根據第633號法令由葉利欽簽署改良完成。法令使得組織相當的獨特，明確的保障組織的秘密行動，以及联邦安全局局長的行使權力。联邦安全局約有8位的副局長，其中包括2位首席副局長、5位部門或是理事會的副局長、1位代表莫斯科市州理事會的副局長。葉利欽任命米海爾·伊文諾維克·巴斯科夫上將為联邦安全局局長。
因被指非法拘捕美國《華爾街日報》記者埃文·格什科維奇，美國政府宣佈制裁俄羅斯聯邦安全局。

## 結構
- 特別用途中心
  - A部門（阿爾法）
  - V部門（信号旗）
  - K部門（高加索）
    - 曾經為駐紮在葉先圖基的特別用途局

  - S部門（颶風）
  - T部門（塔夫里達）
    - 曾經為駐紮在克里米亞辛菲羅波爾的第2特別用途局

  - 特種武器部門
- 區域特別用途部隊
- 反情報安全處

軍事反情報理事會
- 經濟安全部門
- 反恐怖主義與維護憲法系統安全處

恐怖主義與極端政治控制安全理事會
- 行動資訊與國際情勢安全部門（情勢分析、情勢預測、戰略策劃）
- 人事與認證部門
- 行動供應部門
- 國境守衛安全部門
- 控制安全部門

檢驗理事會
內部安全理事會
- 化學工程安全部門
- 研究調查理事會

## 歷任局長
1996年6月20日俄羅斯总统葉利欽任命米海爾·伊文諾維克·巴斯科夫為首任聯邦安全局局長，也任命尼可雷·柯巴萊歐夫為繼任局長，現任俄羅斯总统弗拉基米爾·普京也曾經是聯邦安全局局長。
| 姓名                  | 任期                        | 備註        |
| --------------------- | --------------------------- | ----------- |
| 維克托·巴拉尼科夫     | 1992年1月－1993年7月        | 安全部      |
| 尼古拉·高魯許科       | 1993年7月－1994年2月        | 安全部，FSK |
| 什傑·史帝帕辛         | 1994年2月－1995年6月        | FSK，FSB    |
| 米哈伊尔·巴斯科夫     | 1995年7月－1996年6月        | FSB         |
| 尼古拉·柯巴萊歐夫     | 1996年7月－1998年7月        | FSB         |
| 弗拉基米爾·普京       | 1998年7月－1999年8月9日     | FSB         |
| 尼古拉·帕特鲁舍夫     | 1999年8月9日－2008年5月12日 | FSB         |
| 亚历山大·博尔特尼科夫 | 2008年5月12日－             | FSB         |